# 光岡昌美
光岡 昌美（みつおか まさみ、1986年8月14日 - ）は、日本の女性歌手。旧芸名はMizca。身長は154cm、血液型はB型。

## 人物
- 特技・趣味[1]はデコ、ネイルアート、詩を書くこと、マイペース、パン・お菓子作り、空港、飛行機。
- キャッチフレーズ：当初は「美人系ひきこもり[2]」、後に「チワワ系美少女[3]」。

## 略歴
- 2005年3月2日、スマイルカンパニーから3人ユニットSister QのMASAMIとして東芝EMIよりメジャーデビュー。2006年10月、解散。
- 2007年6月、「きっかけは、フジテレビ。」キャンペーンで長澤雅彦監督作品のショートムービーに池田ルミ役で出演。
- 2007年11月28日、本名の光岡昌美としてテレビ東京系アニメ『BLUE DRAGON』エンディングテーマにもなった1stシングルCD『Hana』でポニーキャニオンからメジャーデビュー、自身も全2曲を作詞した。自身の体験を元に描かれる孤独をテーマにした独特の世界観を持つ詩と透き通るような歌声が注目を集める。
- 2007年11月29日、公式サイト、アメーバ、ヤプログ、楽天から4つ同時にブログを開設[4]。
- 2008年1月4日、日本テレビ系『音楽戦士 MUSIC FIGHTER』で初のテレビ出演。
- 2008年1月31日、ヤプログ、楽天の2つのブログが最後の更新となる。
- 2009年9月、レコード会社を日本クラウンに移籍、それを機にMizcaと改名[1]、公式サイト及びブログをリニューアル。同年10月28日、pal@popプロデュースによるデジタルシングル「Robotics」を発売、中毒性の高いサウンドで注目される[1]。
- 2010年1月、卒業式の切ない心象風景をエレクトロサウンドに載せたデビューシングル『キラキラ☆』を発売[1]。
- 2010年9月、初の海外進出となるライブを台北THE WALL LIVEHOUSEで開催[1]。
- 2011年10月14日光岡昌美として3年振りに活動を再開[5]。
- 2013年2月13日、アメーバブログでキングレコードから3月13日に配信限定新曲「虹色の花」でメジャー復帰することを報告。
- 2013年、デビュー5周年を記念した初のワンマンライブを2月16日に渋谷O-WESTで開催[6]。

## 出演

### 短編映画
- 「2007年きっかけは、フジテレビ。」キャンペーン（SHORT MOVIE WEB上映2007年6月8日 - 9月30日）- 池田ルミ 役

### テレビ
- 音楽戦士 MUSIC FIGHTER（2008年1月4日）
- IMPACT（2008年1月12日、2009年4月 - 2010年3月、CBCテレビ）
- 美しき青木・ド・ナウ（2009年2月16日）- ゲスト〈お見合い相手〉

### TV-CM
- モスフードサービス「モスバーガー蒟蒻田楽風味/海老竜田〜落ち葉掃き篇〜」（2004年）
- 明治製菓「アーモンドチョコレート」〜バイク篇〜（2005年）
- (社)日本民間放送連盟「CMのCMキャンペーン」〜寝ている女の子篇〜（2005年）

### ラジオ
- 光岡昌美のぼーっとgoing my way（2008年10月 - ？、スターデジオ）
- 光岡昌美のSweet Colorful（2008年10月 - 2011年9月、東海ラジオミッドナイトスペシャル・東海ラジオ：）
- Mizcaのキラキラ25時（2009年10月 - 2011年9月、東海ラジオミッドナイトスペシャル・東海ラジオ）
- MizcaのCoCoにいるよ♪（2011年4月 - 9月、エフエム富士）

## ディスコグラフィ

### シングル
| 枚           | 発売日         | タイトル                               | 規格品番     | 規格品番                           | 規格品番     | オリコン 最高位 |
| 枚           | 発売日         | タイトル                               | 初回限定盤   | 通常盤                             | その他盤     | オリコン 最高位 |
| 光岡昌美名義 | 光岡昌美名義   | 光岡昌美名義                           | 光岡昌美名義 | 光岡昌美名義                       | 光岡昌美名義 | 光岡昌美名義    |
| ------------ | -------------- | -------------------------------------- | ------------ | ---------------------------------- | ------------ | --------------- |
| 1st          | 2007年11月28日 | Hana                                   |              | PCCA-02561                         |              | 位              |
| 2nd          | 2008年8月6日   | Distance Love/I am                     |              | PCCA-02726                         |              | 位              |
| 3rd          | 2008年11月19日 | 届かない想い… 〜ロード another story〜 |              | PCCA-02786                         |              | 位              |
| 4th          | 2008年12月17日 | last cross                             | PCCA-02805   | PCCA-02807                         | PCCA-02806   | 13位            |
| 5th          | 2009年2月11日  | FREE BIRD                              |              | PCCA-02875                         |              | 位              |
| 6th          | 2014年12月10日 | say hello gooddays                     |              | DQC-1415(TYPE A)、DQC-1416(TYPE B) |              | 位              |
| Mizca名義    |                |                                        |              |                                    |              |                 |
| 1st          | 2010年1月20日  | キラキラ☆                              |              |                                    |              | 100位           |
| 2nd          | 2010年6月2日   | ダメよ♡                                |              |                                    |              | 位              |
| 3rd          | 2011年3月9日   | 1925                                   |              |                                    |              | 146位           |
| 4th          | 2011年6月15日  | らふぃおら                             |              | CRCP-10268                         | 位           |                 |

### デジタルシングル
|              | 配信日                    | タイトル     | 備考                                                |
| 光岡昌美名義 | 光岡昌美名義              | 光岡昌美名義 | 光岡昌美名義                                        |
| ------------ | ------------------------- | ------------ | --------------------------------------------------- |
| 1            | 2011年12月14日            | OUT of STEP  | 光岡昌美名義2ndアルバム『PAST TRUNK』に収録。       |
| 2            | 2012年4月11日             | LOVE BRACE   | 華原朋美の曲をカバー。                              |
| 3            | 2012年11月28日            | はじまりの日 |                                                     |
| 4            | 2013年3月13日             | 虹色の花     |                                                     |
| Mizca名義    |                           |              |                                                     |
| 1            | 2009年10月28日            | Robotics     |                                                     |
| 2            | 2010年12月4日 - 2011年2月 | 星のつぶつぶ | Mizca名義3rdシングル『1925（Aタイプ盤）』収録のみ。 |

### アルバム
| 枚           | 発売日        | タイトル     | 規格品番     | オリコン 最高位 |
| 光岡昌美名義 | 光岡昌美名義  | 光岡昌美名義 | 光岡昌美名義 | 光岡昌美名義    |
| ------------ | ------------- | ------------ | ------------ | --------------- |
| 1st          | 2009年1月28日 | Black Diary  | PCCA-02819   | 位              |
| 2nd          | 2012年1月11日 | PAST TRUNK   | TYMR-1       | 位              |
| Mizca名義    |               |              |              |                 |
| 1st          | 2010年7月21日 | ♡UFUFU♡      |              | 位              |

### 作詞を行った作品
2007年
- 「Hana」
- 「傷跡」

2008年
- 「last cross」
- 「Silent of me」
- 「Desperate」

2011年
- 「FLY FLY FLIGHT!!」
- 「Delightfully」
- 「OUT of STEP」

2012年
- 光岡昌美名義2ndアルバム『PAST TRUNK』全12曲目収録曲[注 3]

1. 「inter face」
2. 「dead end」
3. 「Nothing Spirit」
4. 「Private moon」
5. 「Kaleidoscope」
6. 「monologue letter」
7. 「TRICK」
8. 「Real Face」
9. 「Doll」
10. 「innocence」
11. 「garden」

2013年
- 「虹色の花」

## その他

### コラム
- CD&DLでーた「Mizca in wonderland」（2010年4月号 - 2011年9月号、角川マガジンズ）